# 내가 버린 여자
"내가 버린 여자"는 1978년에 개봉한 대한민국의 영화이다.

## 캐스팅
- 윤일봉 : 수형 역
- 이영옥 : 정애 역
- 이계인 : 민철 역
- 박암
- 전영주
- 이자영
- 김민정
- 김경애
- 윤일주
- 김신명
- 최석
- 김수천
- 이지은
- 강선화
- 정양희
- 한학순
- 이현미
- 김미경
- 이영하
- 민정기
- 박병인
- 안청훈